# Crataegus macrosperma
Crataegus macrosperma es una especie de planta del género Crataegus, perteneciente a la familia Rosaceae.

## Taxonomía
Crataegus macrosperma fue descrita por William Willard Ashe en 1900.

## Distribución
Se encuentra en el territorio este de Canadá hasta el centro-norte y este de Estados Unidos.